# Mayriella ebbei
Mayriella ebbei  (лат.) — вид муравьёв из подсемейства мирмицины (Myrmicinae, Solenopsidini). Австралия (самый южный вид рода).

## Описание
Длина около 2 мм. Основная окраска желтовато-коричневая. Длина головы (HL) 0,47—0,58 мм; ширина головы (HW) 0,43—0,54 мм. Усики 10-члениковые, булава состоит из 2 сегментов. Длина скапуса (SL) 0,27—0,35 мм. Проподеальные шипы длинные и тонкие. От других видов рода Mayriella отличается многочисленными отстоящими волосками на брюшке. По форме внешнего края постпетиоля сходен с видом Mayriella spinosior, но отличается от него формой узелка петиоля и более чем 4 отстоящими волосками на постпетиоле. Гнёзда в почве. Вид был впервые описан в 2007 году австралийскими мирмекологами Стивеном Шаттаком и Натали Барнетт (Shattuck Steven O. and Natalie J. Barnett, CSIRO Entomology, Канберра, Австралия).

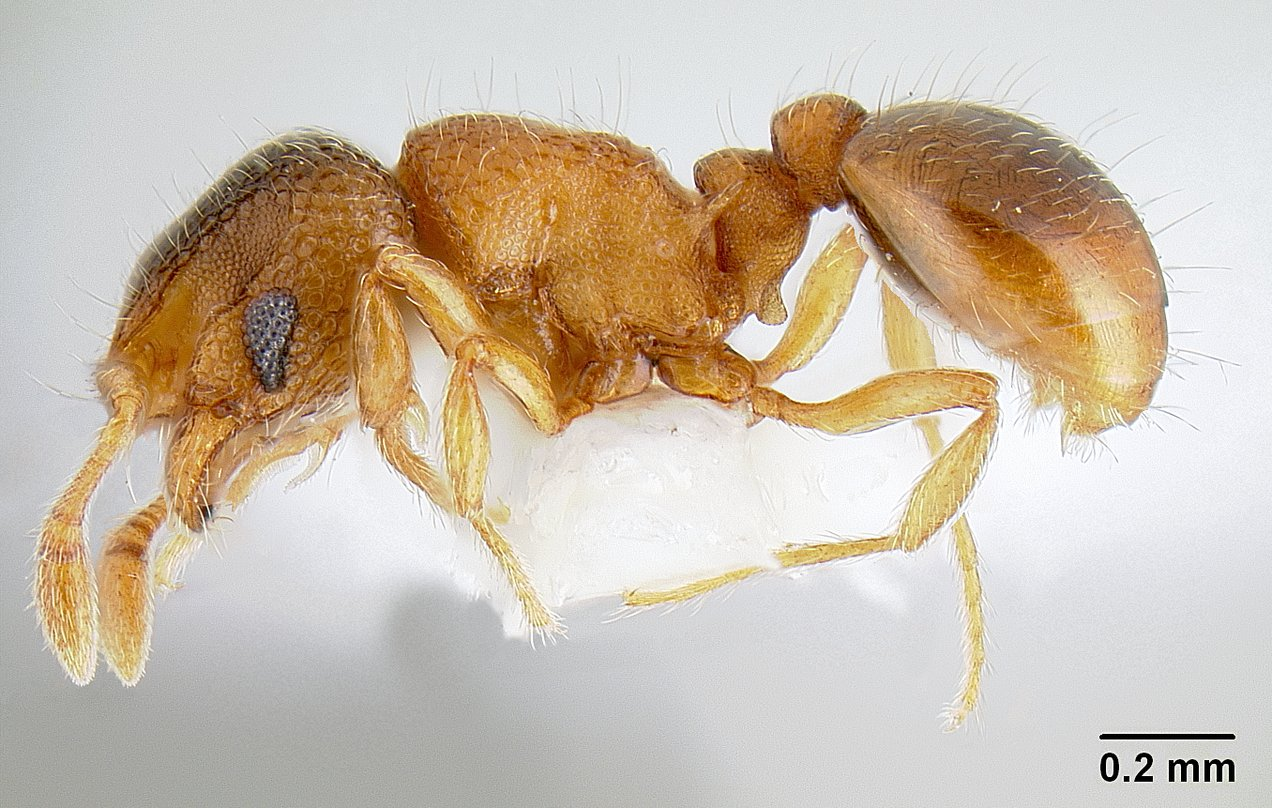
Вид сбоку
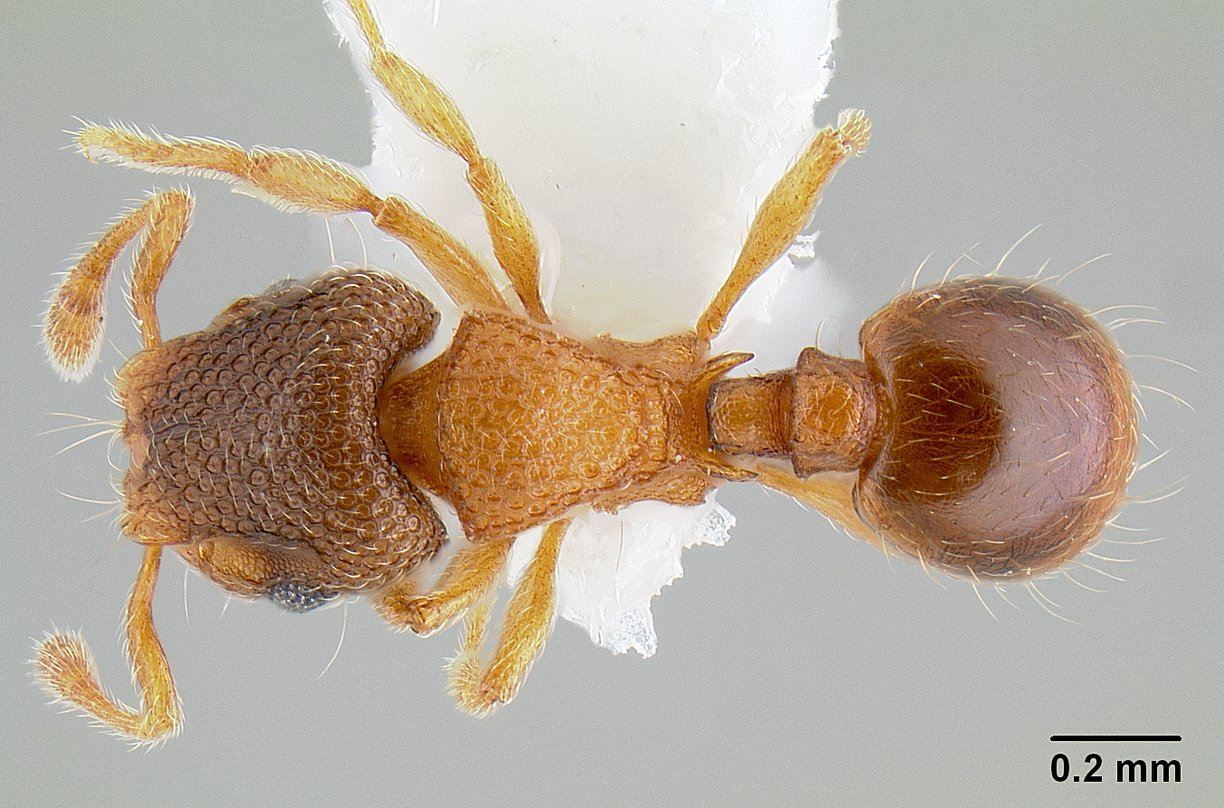
Вид сверху